# Johann Georg von Loeper
Johann Georg Friedrich Bernhard von Loeper (* 22. Juli 1819 in Wedderwill, Pommern; † 13. Juni 1900 in Stettin) war ein deutscher Verwaltungsbeamter, Rittergutsbesitzer und Parlamentarier.

## Leben
Seine Eltern waren Johann Ludwig von Loeper (* 8. November 1786; † 4. Januar 1850) und dessen Ehefrau Ernestine Johanne Karoline von der Osten (* 15. Dezember 1789; † 28. Juni 1868). Sein Vater war Generallandschaftsrat sowie Erbherr auf Wedderwill, Strahmel und Zachow.
Johann Georg von Loeper studierte von 1837 bis 1840 Rechtswissenschaft an der Friedrich-Wilhelms-Universität Berlin, wo er Mitglied des Corps Neoborussia Berlin wurde. Nach dem Studium trat er in den Justizdienst ein. 1847–1850 war er Oberlandesgerichtsassessor. Anschließend schied er aus dem Dienst aus. Er war Besitzer des Ritterguts Loepersdorf bei Labes, Bezirksrat und Kreisdeputierter. 1864–1872 war Loeper Landrat des Kreises Regenwalde. Von 1873 bis 1876 gehörte er in der 12. Legislaturperiode für den Wahlkreis Stettin 5 (Naugard, Regenwalde) dem Preußischen Abgeordnetenhaus an. Zur 1877 beginnenden 13. Legislaturperiode wurde er wiedergewählt, schied jedoch zum 1. Dezember 1877 aus dem Parlament vorzeitig aus. 1877–1884 war er abermals Landrat des Kreises Regenwalde.

## Familie
Er heiratete am 7. Juni 1848 Philippine Johanna Helene von Eisenhart-Rothe (* 28. Juni 1826; † 6. Januar 1896), eine Tochter des Generals Friedrich von Eisenhart-Rothe. Das Paar hatte mehrere Kinder:
- Johanne Ernstine Helene Getrud (* 20. Mai 1851) ⚭  1876 Dr, Med.  Maske († 26. Oktober 1886)
- Johanne Ernstine Helene Elisabeth (* 1. November 1852; † 11. November 1940) ⚭ Oskar Stephan August von Dewitz (* 25. August 1845; † 25. Januar 1932), Eltern von Johann Georg von Dewitz
- Johann Georg Ernst Friedrich Gustav (* 10. November 1855; † 4. April 1903), kaiserlich deutscher Generalkonsul in Hongkong ⚭ Anna Albertine von Schoenermarck (* 13. November 1868)[4]
- Johann Ludwig Emil (* 9. September 1861; † 30. Juni 1937), Generalmajor ⚭ 1889 Henriette Martha von Loeper (* 1. April 1865; † 23. März 1931)
- Gustav (* 20. Januar 1860; † 7. Oktober 1914), Major gefallen bei Les-Loges ⚭ Emilie Auguste Olga von Loeper (* 25. August 1867; † 28. August 1924)
- Johann Georg (* 2. Januar 1863; † 13. Januar 1938) ⚭ Margarete Johanne Köller (* 10. August 1870)
- Johann Sigismund Hermann (* 15. Dezember 1867; † 29. Dezember 1908) Herr auf Liepe ⚭ 1899 Maria Wilhelmine Rudolfine Klara von Viebahn (* 22. März 1877), Herrin auf Sassen, Pothainen, Leoperhof und Leopermühle
- Johann Ferdinand Adolf (* 13. Dezember 1869; † 14. Februar 1915), Gefallen als Hauptmann im 1. Grenadier-Regiment zu Fuß ⚭ 1903 Dorothea Maske